# USAN
USAN és l'acrònim en anglès dels noms adoptats pels Estats Units (United States Adopted Names) que són únics i no comercials per anomenar productes farmacèutics en el mercat dels Estats Units. Cada nom és assignat pel consell de l'USAN, el qual és patrocinat per l'associació mèdica americana (AMA: American Medical Association), La Farmacopea dels Estats Units (USP: United States Pharmacopeial Convention) i l'associació de farmacèutics americans (APhA: American Pharmacists Association).
El programa de l'USAN declara que l'objectiu és escollir noms simples, informatius, únics i sense propietat establint una nomenclatura lògica basada en relacions farmacològiques i/o química. A part de fàrmacs, l'USAN també nomena els agents de teràpia gènica i cèl·lular, polímers de lents de contacte, materials quirúrgics, diagnòstics i substàncies usades com excipients. El consell de l'USAN treballa conjuntament amb l'Organització Mundial de la Salut (OMS), el comitè del nom internacional sense propietat (INN: International Nonproprietary Name) i grups de nomenclatura nacional per estandarditzar la nomenclatura de fàrmacs i establir normes.